# União das Freguesias das Eiras, São Julião de Montenegro e Cela
Die União das Freguesias das Eiras, São Julião de Montenegro e Cela ist eine portugiesische Gemeinde (Freguesia) im Kreis (Concelho) Chaves im Norden Portugals.

## Geschichte
Die Gemeinde entstand im Zuge der Gebietsreform vom 29. September 2013 durch die Zusammenlegung der ehemaligen Gemeinden Eiras, São Julião de Montenegro und Cela.
São Lourenço wurde Sitz der neuen Verwaltung.

## Demographie
| Freguesia | Freguesia                              | Freguesia | Freguesia       | ehemalige Freguesias     | ehemalige Freguesias | ehemalige Freguesias | ehemalige Freguesias |
| --------- | -------------------------------------- | --------- | --------------- | ------------------------ | -------------------- | -------------------- | -------------------- |
| Wappen    | Freguesia                              | Einwohner | Fläche in (km²) | Wappen                   | Freguesia            | Einwohner            | Fläche in (km²)      |
|           | Eiras, São Julião de Montenegro e Cela | 850       | 22,79           |                          | Eiras                | 545                  | 4,7                  |
|           | Eiras, São Julião de Montenegro e Cela | 850       | 22,79           | São Julião de Montenegro | 280                  | 14,56                |                      |
|           | Eiras, São Julião de Montenegro e Cela | 850       | 22,79           | Cela                     | 151                  | 3,52                 |                      |